# Dougaj
Dougaj (àrab: دوگاج, Dūgāj; amazic estàndard marroquí: ⴷⵓⴳⴰⵊ) és un localitat de Saguia el Hamra situada al Sàhara Occidental. Es troba entre el Mur marroquí i la localitat d'Agüeinit, a 119 km. de Fderik, Mauritània. Actualment es troba controlada pel Front Polisario, als anomenats Territoris Alliberats o Zona Lliure. En canvi, el Marroc la inclou en la província d'Auserd dins de la regió de Dakhla-Oued Ed-Dahab.
Antiga caserna militar, Dougaj és des de 2012, un nou municipi de la República Àrab Sahrauí Democràtica. Consta d'una escola i és cap de la VI regió militar saharaui.

## Infraestructures
A finals de juny de 2012, el ministre de construcció i urbanització dels territoris alliberats saharauis va posa la primera pedra de la nova escola de Dougaj.